# Marika Rökk
Marika Karolina Rökk (Il Cairo, 3 novembre 1913 – Baden, 16 maggio 2004) è stata un'attrice, ballerina e cantante ungherese naturalizzata tedesca, attiva particolarmente nel cinema tedesco dell'era del nazismo.
È stata nel 1948 con Jean Marais la prima vincitrice del premio cinematografico "Bambi" e ha avuto nel 1987 il riconoscimento di migliore attrice al Bayerischer Filmpreis di Baviera.
È stata sposata dal 1940 al 1964, anno in cui questi morì, con l'attore e regista cinematografico e teatrale Georg Jacoby, da cui ebbe una figlia, Gaby, anch'ella attrice teatrale. Dal 1968 al 1985 è stata sposata in seconde nozze con l'attore ungherese Fred Raul, del quale è rimasta vedova.

## Biografia
Nata in Egitto dall'architetto ungherese Eduard Rökk e da Maria Karoly, passò l'adolescenza a Budapest, ma nel 1924 si trasferì con la famiglia a Parigi, città nella quale si avvicinò alla danza guadagnandosi una scrittura al Moulin Rouge.
Divenuta attrice teatrale, di ritorno da una tournée negli Stati Uniti d'America (durante la quale ebbe occasione di esibirsi sui palcoscenici di Broadway), recitò sul finire degli Anni ruggenti in riviste allestite a Monte Carlo, Berlino, Parigi, Londra, Cannes, Vienna, Budapest.

### Carriera
Nel 1930, trasferitasi in Inghilterra, debuttò nel suo primo film comparendo in un piccolo ruolo in una commedia dal titolo Why Sailors Leave Home. Nel 1933 ebbe il primo ruolo di rilievo in Ghost train e l'anno successivo fu scritturata in Germania dalla Universum Film AG (UFA), di cui divenne in breve - al pari di Zarah Leander - la stella del suo tempo in film musicali o ispirati a operette tipo Il pipistrello, competitivi rispetto alla produzione hollywoodiana ma, in quanto promozionali del regime nazista, destinati prevalentemente al mercato tedesco.
Rökk è stata la prima attrice a recitare in un film tedesco a colori, Frauen sind doch bessere Diplomaten, del 1941, interpretato a fianco di Willy Fritsch. Ottenne un enorme successo poi nel film diretto dal marito Jacoby Die Frau meiner Träume, musical del 1944. Questo film fu distribuito nel 1947 in URSS e fu visto da milioni di spettatori. Alla fine della seconda guerra mondiale l'attrice si trovava in Austria, nella zona occupata dall'Unione Sovietica.
Si trovò quindi a recitare per i soldati dell'Armata Rossa in attesa che avesse termine la sua interdizione dal cinema. Poté tornare a recitare per il grande schermo solo nel 1948 in Fregola, seguito nel 1950 da Kind der Donau e nel 1951 da Sensation à San Remo, prodotto dalla Wien-Film Rosenhügel, casa di produzione di fatto controllata dai sovietici.
Dai primi anni cinquanta riprese a recitare nel cinema tedesco in film diretti dal marito e in teatro, in operette messe in scena a Vienna, Monaco di Baviera, Amburgo, Berlino Ovest.

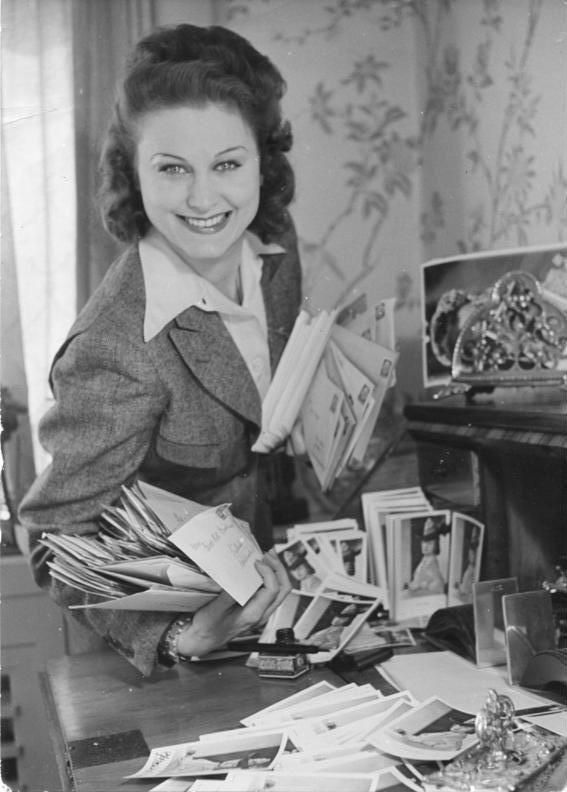
Marika Rökk nel 1940 all'apice della carriera

Nel 1989 ha pubblicato un CD dal titolo Für eine Nacht voller Seligkeit, contenente alcune fra le sue canzoni più conosciute.
È morta a causa di un infarto al miocardio nella sua casa di Baden, in Austria.

## Riconoscimenti
- 1948 – Premio Bambi
- 1987 – Bayerischer Filmpreis, migliore attrice[2]

Leggenda vuole che sia stata lei a ideare il nome del premio Bambi (correttamente: Bambi – Deutschlands Wichtigster Medienpreis), allorché portandolo a casa si sentì dire dalla figlia "Mi hai portato il Bambi!", ispirandosi al libro di Felix Salten, Bambi, A Life in the Woods o forse più ancora alla sua rappresentazione cinematografica del 1942 ad opera della Walt Disney, Bambi.

## Filmografia
- Why Sailors Leave Home (1930)
- Csókolj meg, édes! (1932)
- Kiss Me Sergeant (1932)
- Kísértetek vonata, regia di Lajos Lázár (1933)
- Leichte Kavallerie (1935)
- Heißes Blut (1936)
- Der Bettelstudent (1936)
- La stella di Broadway (Und du mein Schatz fährst mit), regia di Georg Jacoby (1937)
- Karussell, regia di Alwin Elling (1937)
- Gasparone (1937)
- Eine Nacht im Mai (1938)
- Tanzendes Herz (1939)
- Vadrózsa (1939)
- Una inebriante notte di ballo (Es war eine rauschende Ballnacht), regia di Carl Froelich (1939)
- Hallo Janine! (1939)
- Kora Terry (1940)
- Wunschkonzert (1940)
- Zirkusblut (1940)
- Ballo con l'imperatore (Tanz mit dem Kaiser), regia di Georg Jacoby (1941)
- Frauen sind doch bessere Diplomaten (1941)
- Voglio essere amata (Hab mich lieb), regia di Harald Braun (1942)
- La donna che ho sognato (Die Frau meiner Träume), regia di Georg Jacoby (1944)
- Fregola (1949)
- Kind der Donau (1950)
- Sensation in San Remo (1951)
- Die Czardasfürstin (1951)
- Maske in Blau (1953)
- Die geschiedene Frau (1953)
- Nachts im grünen Kakadu (1957)
- Das gab's nur einmal (1958)
- Bühne frei für Marika (1958)
- Die Nacht vor der Premiere (1959)
- Mein Mann, das Wirtschaftswunder (1961)
- Heute gehn wir bummeln (1961)
- Hochzeitsnacht im Paradies (1962)
- Die Fledermaus, regia di Géza von Cziffra (1962)
- Der letzte Walzer (1973)
- Schloß Königswald (1988)

## Discografia
- Für eine Nacht voller Seligkeit, 1989, CD